# Timba Bema
Timba Bema est un écrivain camerounais né à Bali, un quartier historique de la ville de Douala.

## Biographie
Il vit et travaille à Lausanne depuis 2007. 
Il est l'initiateur de la Revue des Citoyens des Lettres.
En avril 2022, Timba Bema publie le livre Sauver la ville aux éditions des Sables.

## Œuvres

### Roman
- La maladie sans nom[4], Les lettres mouchetées, 2024  (ISBN 2487254092)

### Théâtre
- On l'appelait Joséphine[5], éditions Nzoï, 2024  (ISBN 978-2-36949-029-6)

### Poésie
- Sauver la ville, édition des sables, 2022  (ISBN 978-2-940530-97-7)
- Flashs, Aphorèmes, Brest, Editions Stellamaris, 2021  (ISBN 978-2-36868-683-6)
- Les bateaux sombrent-ils en silence ?, Variation poétique, Brest, Editions Stellamaris, 2019  (ISBN 978-2368684917)
- Les seins de l'amante, Poème, Brest, Editions Stellamaris, 2018  (ISBN 978-2368684610)

### Nouvelles
- La promise, dans le recueil Filiation, Editions Proximité, Yaoundé, Cameroun, 2020
- Délices d'Orient[6], Le Courier, Genève, Suisse, 2020
- Onirique et lointain, ce Brésil imaginaire[7], Actualitté, Paris, France, 2019
- Somme toute une banale histoire d'amour[8], Actualitté, Paris, France, 2019
- Idabato[9], dans le recueil Tourbillon, Les éditions Encres Fraîches, Genève, Suisse, 2018
- La future mariée était presque parfaite[10], dans le recueil Un soir de pluie, Les éditions Encres Fraîches, Genève, Suisse, 2017
- Accident[11], Smokelong Quarterly, Washington, États-Unis, 2016. Traduit en anglais par Michelle Baillat-Jones

### Articles
- Le testament musical de Mongo Béti[12], Africultures, France, 2022
- Vers un boom de la littérature africaine en France ?[13], Africultures, France, 2021

### Direction d'ouvrages
- Anthologie de nouvelles, Histoire du soldat, Les Editions Plaisir de Lire, Lausanne, Suisse, 2020
- Anthologie poétique bilingue Cendres et Mémoires / Ashes and Memories[14], Teham Editions, Paris, France, 2019

## Récompenses
- 2018 : Grand Prix Littéraire d'Afrique Noire[15]